# Repomucenus macdonaldi
Repomucenus macdonaldi és una espècie de peix de la família dels cal·lionímids i de l'ordre dels perciformes.

## Morfologia
- Els mascles poden assolir 6 cm de longitud total i les femelles 8,1.[3][4]

## Hàbitat
És un peix marí, de clima subtropical i demersal que viu entre 0-91 m de fondària.

## Distribució geogràfica
Es troba a Papua Nova Guinea i Austràlia.

## Observacions
És inofensiu per als humans.